# Podvečernik
Podvečernik (prevod: Branko Gradišnik) je izmišljeno jezero iz Srednjega sveta.
Leži severno od Šajerske, na zahodni strani Emyn Uiala. V Podvečerniku izvira reka Baranduin.